# 인천항해상교통관제센터
인천항해상교통관제센터는 대한민국 해양경찰청 중부지방해양경찰청의 소속기관이다.
센터장은 방송통신사무관이나 해양수산사무관으로 보한다.

## 같이 보기
- 인천지방해양수산청